# Rosmersholm

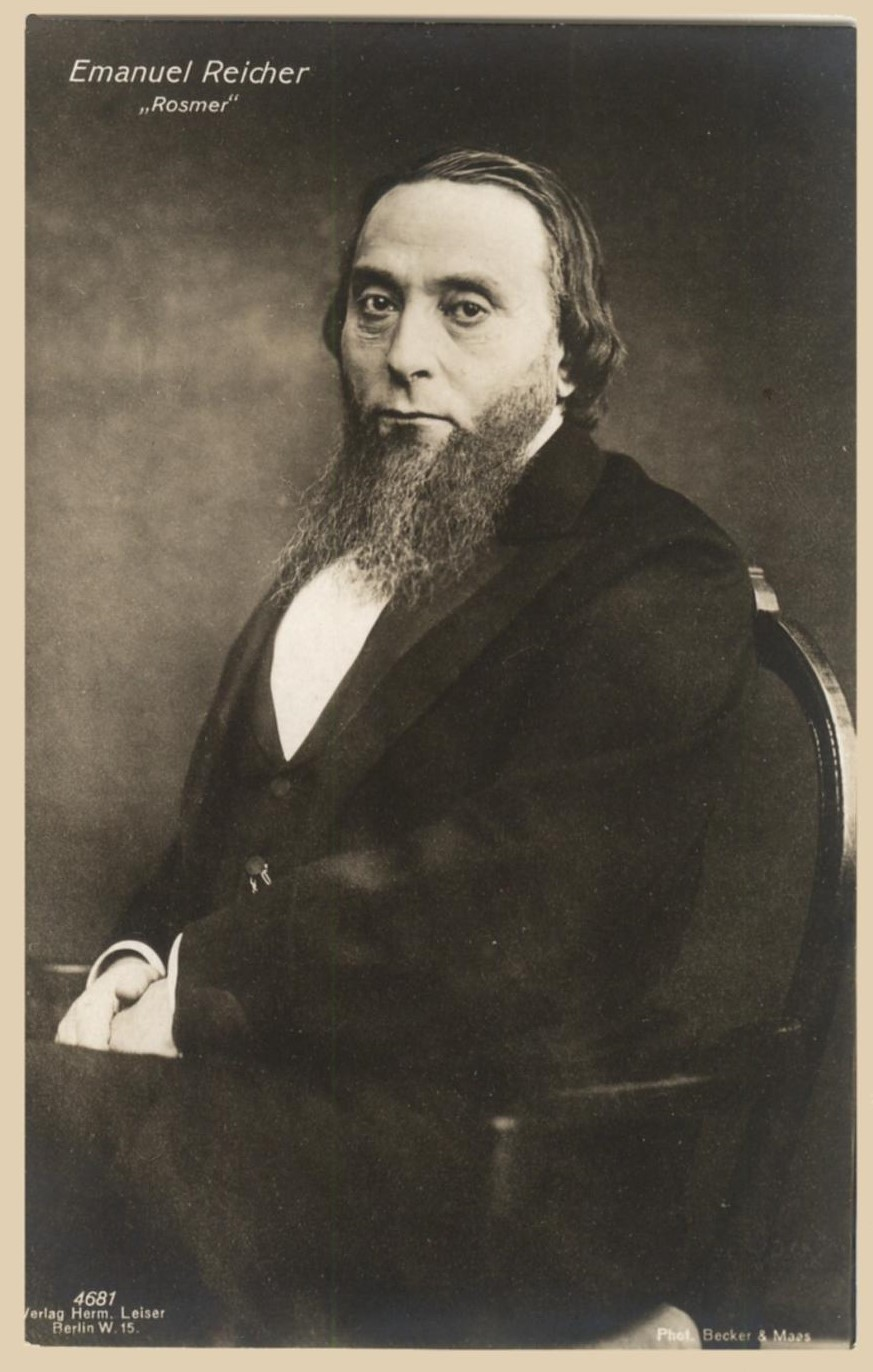
Emanuel Reicher als Rosmer

Rosmersholm ist ein Drama in vier Akten von Henrik Ibsen. Das Buch erschien am 23. November 1886 in Kopenhagen und Kristiania im Verlag Gyldendalske Boghandel und erhielt in Schweden und Dänemark überwiegend schlechte Kritiken; noch negativer war das Echo in Norwegen. Dementsprechend schlecht gestaltete sich der Verkauf der ursprünglichen Auflage von 8000 Exemplaren. Das Stück wurde daher erst in Ibsens Gesammelten Werken (1888–1890) erneut abgedruckt.
Die Uraufführung fand am 17. Januar 1887 im Den Nationale Scene in Bergen unter der Regie von Gunnar Heiberg statt. Auch dort war das Echo eher ablehnend; das Publikum war genauso wenig begeistert wie bei der deutschen Uraufführung am 6. April 1887 am Theater Augsburg.

## Handlung
Die Hauptfigur Johannes Rosmer, ein ehemaliger Pfarrer, Besitzer des Gutes Rosmersholm und letzter Nachkomme einer alteingesessenen Familie, welche Geistliche, Militär- und Staatsbeamte hervorgebracht hat, hat seine Frau Beate verloren, die aus Kummer über ihre Kinderlosigkeit wahnsinnig geworden ist und sich im Fluss ertränkt hat.
Rosmers ehemaliger Hauslehrer Ulrik Brendel, ein Idealist und Philosoph, hat ihn in seinem Denken wesentlich geprägt, und als eine junge Frau, Rebekka West, sich durch Beates Bruder Rektor Kroll Zugang zu Rosmer auf Rosmersholm verschafft, verliebt dieser sich in sie. Da er mit ihr auch Gespräche über Lebens- und Weltanschauungen führen kann, fühlt er sich schließlich stark genug und ermutigt, sich im linken Flügel der Politik aktiv zu engagieren. Dadurch kommt es jedoch zu einem offenen Konflikt zwischen ihm und dem konservativen Rektor Kroll, seinem langjährigen Freund und Vertrauten. Dieser versucht jedoch, ihn aus diesem „Lager“ zu retten.
Im weiteren Verlauf des Stückes entdeckt Johannes Rosmer nicht nur, dass Rebekka ihn selbst manipuliert, sondern dass diese auch seine Frau Beate mit der Behauptung, sie, Rebekka, erwarte von Rosmer ein Kind, in den Suizid getrieben hat. Das weckt Schuldgefühle in Rosmer, der sich in Rebekka verliebt hatte. Rebekka entdeckt, dass ihr vermeintlicher Adoptivvater, Doktor West, in Wahrheit ihr unehelicher leiblicher Vater war.
Schließlich gesteht Rebekka ihre Teilschuld an Beates Suizid ein, da sie selbst Herrin auf Rosmersholm werden wollte. Das Heiratsangebot Rosmers lehnt sie nun jedoch ab, und beide ertränken sich im reißenden Mühlbach – wie zuvor schon Beate Rosmer.

## Aufführungen

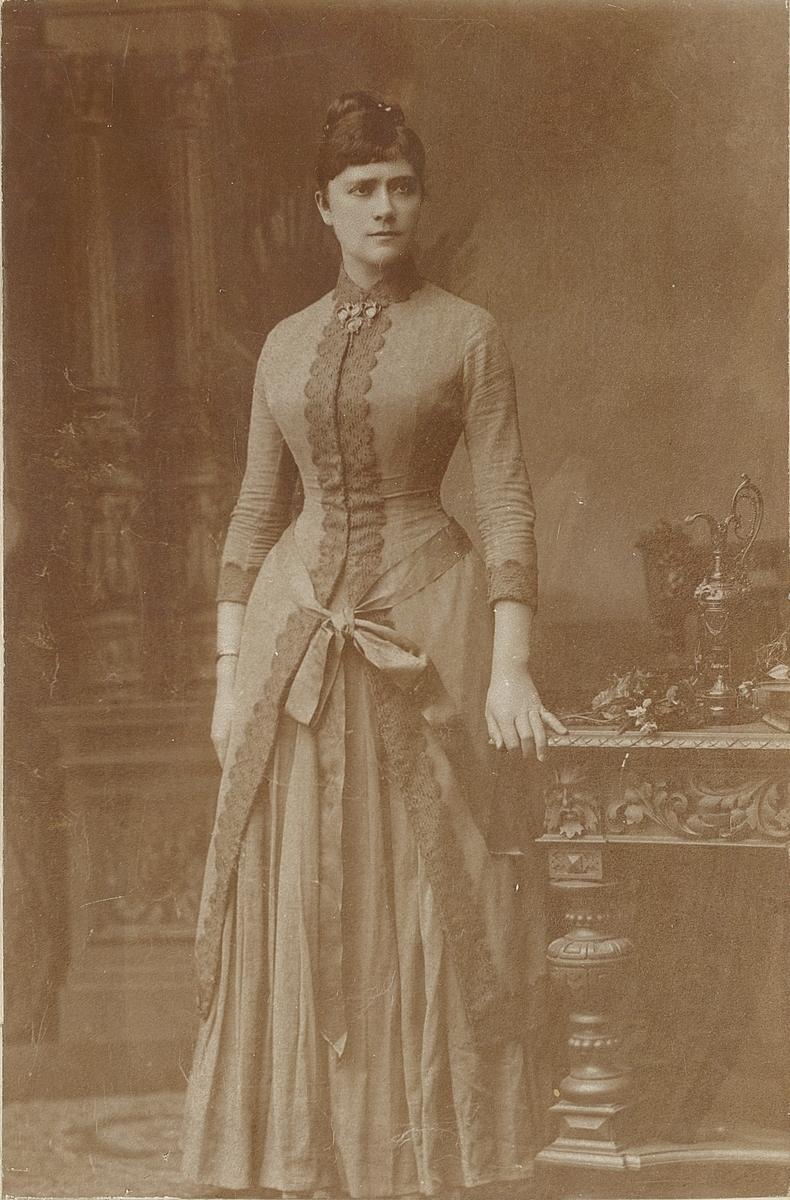
Sofie Reimers als Rebecca West, 1887

Das Stück brachte es bisher auf 325 Inszenierungen weltweit. Zuletzt wurde das Stück unter der Regie von Christian Fries 2016 im Studiotheater Stuttgart aufgeführt und im Theater im Pumpenhaus Münster als Gastspiel gezeigt.
Am 15. November 2019 fand die Premiere einer Neuinszenierung unter der Regie von Daniel Karasek am Schauspielhaus Kiel statt.
Die vorvorletzte Rosmersholm-Premiere in Deutschland fand am 16. September 2011 in der Volksbühne Berlin unter der Regie von Leander Haußmann statt.
2001 war die Rosmersholm-Inszenierung von Peter Zadek am Wiener Akademietheater für fünf Nestroy-Theaterpreise nominiert und gewann drei davon. Damit gehört sie diesbezüglich zu den erfolgreichsten Inszenierungen.
Das Drama wurde zwischen 1947 und 2001 mehrfach für das Fernsehen verschiedener Länder verfilmt.

## Psychoanalytische Rezeption
Sigmund Freud nutzte Rosmersholm zur Illustration psychoanalytischer Charaktertypen. Dabei schildert er den aus dem Stück rekonstruierten Lebenslauf Rebekkas und konzentriert sich auf die Begründung ihrer Ablehnung von Rosmers Heiratsantrag, da Freud die genannten Ablehnungsgründe nicht ausreichend überzeugend findet. Seine Interpretation führt zu der These, die das dramatische Geschehen besser verständlich machen soll:

„Rebekkas Schuldbewußtsein entspringt aus der Quelle des Inzestvorwurfs […]. Wenn wir ausführend und ergänzend ihre vom Dichter angedeutete Vergangenheit rekonstruieren, so werden wir sagen, sie kann nicht ohne Ahnung der intimen Beziehung zwischen ihrer Mutter und dem Doktor West gewesen sein. Es muß ihr einen großen Eindruck gemacht haben, als sie die Nachfolgerin der Mutter bei diesem Manne wurde, und sie stand unter der Herrschaft des Ödipus-Komplexes, auch wenn sie nicht wußte, daß diese allgemeine Phantasie in ihrem Falle zur Wirklichkeit geworden war. Als sie nach Rosmersholm kam, trieb sie die innere Gewalt jenes ersten Erlebnisses dazu an, durch tatkräftiges Handeln dieselbe Situation herbeizuführen, die sich das erstemal ohne ihr Dazutun verwirklicht hatte, die Frau und Mutter zu beseitigen, um beim Manne und Vater ihre Stelle einzunehmen.“

Nach Christian Tanzmann trübt Siegmund Freuds ödipales Konfliktmodell den Blick auf das Verhalten von Eltern, weil das sexuelle Begehren dem Kind statt Vater oder Mutter unterstellt wird. Durch Freuds Einfluss auf die Rosmersholm-Forschung bzw. das lange tabuisierte Thema des sexuellen Missbrauchs von Kindern wurde nicht wahrgenommen, dass Rebekka Opfer des Missbrauchs durch ihren Vater wurde. Freud übersieht das Entsetzen Rebekkas, das dem Zuschauer verborgen bleibt, als sie im 3. Akt erfährt, dass ihr vermeintlicher Stiefvater ihr wirklicher Vater ist. Ihre Angst vor Sexualität („das hässliche, sinnentrunkene Gefühl“) ist nicht die Folge des Inzestverbots, sondern des Missbrauchs durch den Vater und der Grund für das Scheitern ihrer Beziehung zu Rosmer. Freud scheint auf das Innenleben des Freidenkers Dr. West, der selbstverständlich wusste, dass er seine eigene Tochter missbraucht, keinen Gedanken gerichtet zu haben. 
(Christian Tanzmann: Das Verschweigen des sexuellen Missbrauchs in Henrik Ibsens Rosmersholm. In: European Journal of Scandinavian Studies, hrsg. von K. Böldl, L. Rühling, H. van der Liet, Heft 1, S. 107–114.)
Nach Alfred Lorenzer handelt es sich bei diesem Zusammenhang um „den unbewußten Kern der Dramatik.“ Freuds Interpretation enthüllt nach Lorenzer die sowohl der Figur, als auch dem Dichter und dem Publikum unbewussten Motive Rebekkas: Diese zweite Motivebene „ist für den Leser/Zuschauer jedoch mitfühlbar. Nicht zuletzt darauf beruht die Wirkung des Stückes.“ Demnach handelt es sich bei Rosmersholm nicht um ein „plattes Aufklärungs- und Besinnungsstück“, sondern um ein Drama, das unterhalb der manifesten, offensichtlichen Ebene noch einen „latenten Textsinn“ enthält:

„Nicht sittliche Läuterung, ja nicht einmal die Vermengung von Liebe und Mord bringen die Abenteurerin Rebekka um den Lohn ihres Strebens, sondern das Grauen vor dem Gewahrwerden der archaischen Bodenlosigkeit ihrer Impulse, dem Ausgeliefertsein an die unkontrollierbaren Zwänge, die alle Selbstgewißheit von innen her aushöhlen. […] Für die Position des Zuschauers formuliert: Die Teilnahme am manifesten Drama verstrickt ihn in ein Erleben, dessen Hintergründigkeit ihn plötzlich ergreift, wobei manifester und latenter Sinn zueinander in Beziehung treten.“

## Ausgaben
- Henrik Ibsen: Rosmersholm. In: Henrik Ibsen: Samlede Verker (Hundreårsutgave). Band X, Oslo 1932.
- Henrik Ibsen: Rosmersholm. In: Henrik Ibsens sämtliche Werke in deutscher Sprache. Achter Band, S. Fischer Verlag, Berlin 1902.